# Cinema Song Covers
『Cinema Song Covers』（シネマ・ソング・カヴァーズ）は、May J.のカバーアルバム。

## 収録曲
Disc 1
1. Another Day of Sun (with Miracle Vell Magic & Beverly)
映画『ラ・ラ・ランド』主題歌。
2. Listen
映画『ドリームガールズ』主題歌。オリジナルはビヨンセ。
3. Never Enough
映画『グレイテスト・ショーマン』主題歌。オリジナルはローレン・オルレッド。
4. My Heart Will Go On / 宮本笑里 feat. May J.
映画『タイタニック』主題歌。オリジナルはセリーヌ・ディオン。
5. I Will Always Love You
映画『ボディガード』主題歌。オリジナルはホイットニー・ヒューストン。
6. Calling You
映画『バグダッド・カフェ』主題歌。オリジナルはジェヴェッタ・スティール（英語版）。
7. I Dreamed A Dream (new vocal)
映画『レ・ミゼラブル』劇中歌。
8. Time To Say Goodbye
映画『アマルフィ 女神の報酬』主題歌。映画ではサラ・ブライトマンが歌っているが、オリジナルはアンドレア・ボチェッリ。

Disc 2
1. ひまわりの約束
  - 作詞・作曲：秦基博

オリジナルは秦基博。映画『STAND BY ME ドラえもん』主題歌。
2. 深呼吸
  - 作詞・作曲：永積崇

オリジナルはハナレグミ。映画『海よりもまだ深く』主題歌。
3. 瞳をとじて
  - 作詞・作曲：平井堅

オリジナルは平井堅。映画『世界の中心で、愛を叫ぶ』主題歌。
4. 月のしずく
  - 作詞：Satomi、作曲：松本良喜

オリジナルは柴咲コウ。映画『黄泉がえり』主題歌。
5. 君をのせて
  - 作詞：宮崎駿、作曲：久石譲

オリジナルは井上あずみ。映画『天空の城ラピュタ』主題歌。
6. 無限に広がる大宇宙
  - 作曲：宮川泰

オリジナルは川島和子。映画『宇宙戦艦ヤマト』シリーズ及び『SPACE BATTLESHIP ヤマト』劇中歌。
7. ロンド
  - 作詞：jam、作曲：森大輔、岡田健次良

新曲
8. 絆∞Infinity
  - 作詞：森雪之丞、作曲：Hiroki Hiroko

映画『劇場版 ウルトラマンジード つなぐぜ!願い!!』主題歌